# 有地邦彦
有地 邦彦（ありち くにひこ、1965年2月1日 - ）は、日本の実業家。ダイワボウ代表取締役社長。兵庫県出身。

## 来歴
1987年に関西学院大学商学部卒業後、大和紡績（現在のダイワボウホールディングス）入社。2018年、ダイワボウホールディングス取締役。2020年、専務。2021年より現職。